# Psilocerea
Psilocerea är ett släkte av fjärilar. Psilocerea ingår i familjen mätare.

## Dottertaxa tillPsilocerea, i alfabetisk ordning[1]
- Psilocerea acerata
- Psilocerea anearia
- Psilocerea apicata
- Psilocerea apiciata
- Psilocerea arabica
- Psilocerea aspilates
- Psilocerea carbo
- Psilocerea catenosa
- Psilocerea cneca
- Psilocerea coronata
- Psilocerea cuprea
- Psilocerea dysonaria
- Psilocerea ferruginaria
- Psilocerea gratiosa
- Psilocerea griveaudi
- Psilocerea hageni
- Psilocerea harmonia
- Psilocerea hypermetra
- Psilocerea icterias
- Psilocerea immitata
- Psilocerea insularia
- Psilocerea jacobi
- Psilocerea kenricki
- Psilocerea laevigata
- Psilocerea lemur
- Psilocerea leptosyne
- Psilocerea melanops
- Psilocerea monochroma
- Psilocerea narychorda
- Psilocerea nigromaculata
- Psilocerea olsoufieffae
- Psilocerea pallidizona
- Psilocerea penicillata
- Psilocerea phrynogyna
- Psilocerea praecoca
- Psilocerea pronisi
- Psilocerea psegma
- Psilocerea pulverosa
- Psilocerea rachicera
- Psilocerea robusta
- Psilocerea russulata
- Psilocerea rutila
- Psilocerea scardamyctes
- Psilocerea semifacta
- Psilocerea semirufa
- Psilocerea severa
- Psilocerea swinhoei
- Psilocerea szunyoghi
- Psilocerea tigrinata
- Psilocerea toulgoeti
- Psilocerea transversa
- Psilocerea tristigma
- Psilocerea turpis
- Psilocerea vestitaria
- Psilocerea viettei
- Psilocerea wintreberti
- Psilocerea virescens